# Dak-kkochi

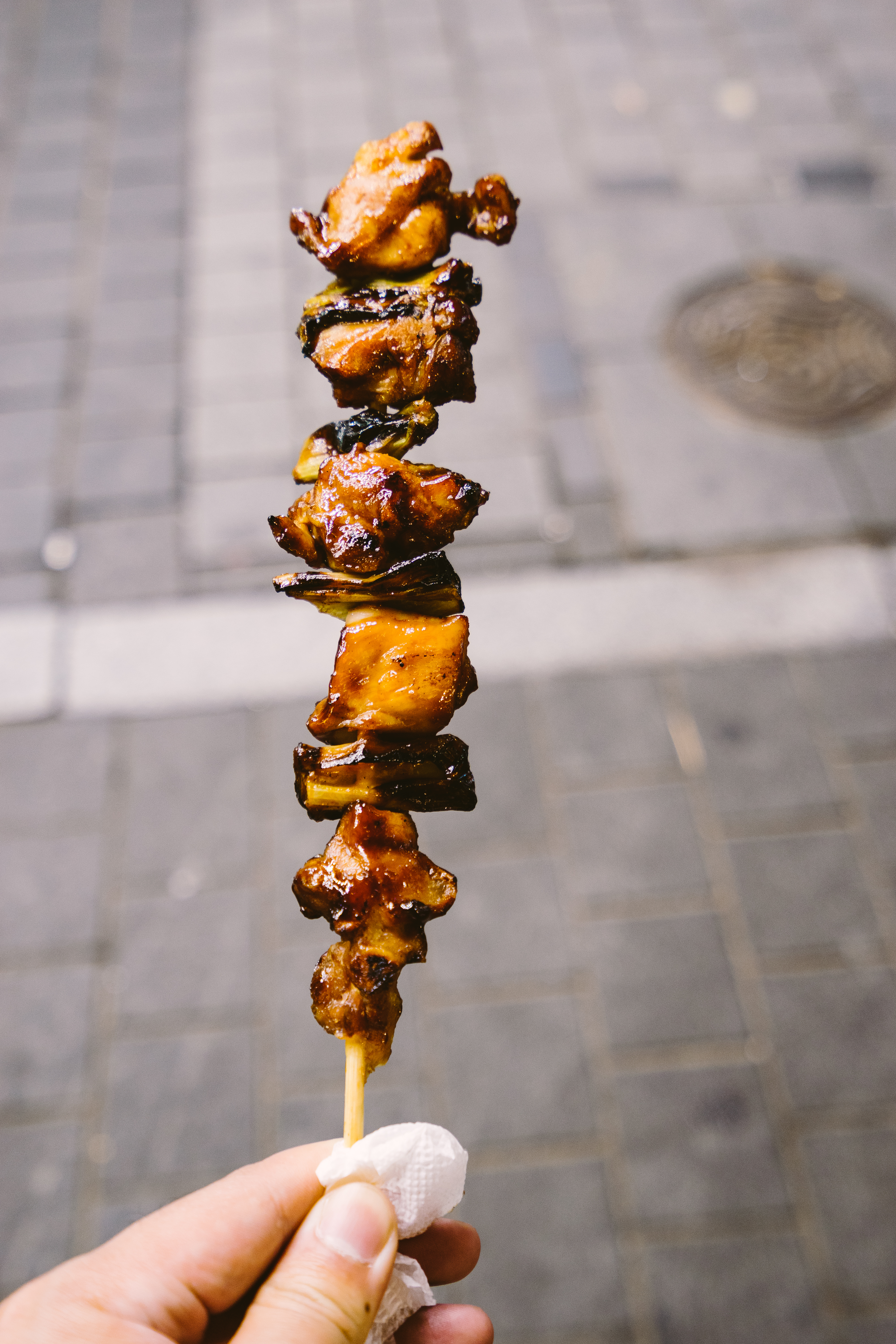
Món thịt gà nướng xâu Hàn Quốc-Dak-kkochi

Dak-kkochi (tiếng Hàn: 닭꼬치 có nghĩa là "gà xiên que") là món ăn đường phố thông dụng ở Hàn Quốc với nguyên liệu chính là những miếng thịt gà cở nhỏ và hành tây được nướng trên những xiên que, đơn giản là những xiên thịt gà được phủ lớp nước sốt cay (họt sauce). Gà xiên que Hàn Quốc gồm chữ Dak (닭) có nghĩa là gà và kkochi (꼬치) những món thực phẩm được nướng trên que và nướng trên xâu nói chung bao gồm cả xúc xích, bánh cá, những miếng sườn heo cở nhỏ gọi là tteok-galbi. Món gà xiên que hay gà xiên nướng của Hàn Quốc có sức thu hút nhờ màu sắc hấp dẫn và mùi thơm nướng. Món ăn này phổ biến có thể tìm thấy ở cửa hàng tiện lợi, những điểm phục vụ món ăn đường phố.

## Đặc trưng
Thành phần chính của món này sẽ là thịt gà (thường là phi lê đùi gà) được cắt thành từng miếng nhỏ vừa miệng ăn (những miếng cở khoảng 2 cm). Sau đó, phần thịt gà cắt nhỏ này được mang đi ướp gia vị cho thấm đẫm rồi xiên vào que tre xen kẽ với hành tây, hành lá cắt khúc để giúp món Dak-kkochi thơm hơn nữa sau khi nướng xong. Người ta sẽ ướp thịt gà này với các gia vị như tiêu, chút rượu trong thời gian vài chục phút, sau đó xiên vào que xen kẽ hành tây hoặc hành lá cắt khúc, rồi nướng hoặc chiên với ít dầu ô iu hoặc dầu ăn bình thường.
Thịt gà sau khi xiên que xong sẽ được mang lên vỉ nướng vài phút rồi người bán dùng cọ phết nước sốt đen đều lên các xiên gà. Mỗi mặt của que xiên nướng hay chiên chỉ để khoảng 2 phút, sau đó sẽ quết nước sốt. Loại nước sốt này chủ yếu được làm từ cà chua, mật ong, xiro, tương đậu nành, tỏi xay nhuyễn và rất nhiều ớt bột để tạo vị cay xé khi ăn. Sau khi cho nước sốt lên thì Dak-kkochi được mang đi nướng thêm một lần nữa cho chín hẳn (xiên thịt gà sẽ được để trên bếp khoảng 1-2 phút).
Món Dakkochi sau khi nướng xong sẽ được rắc ít gia vị và sốt mayonnaise lên để tăng vị ngon hơn, trước khi dọn lên dùng còn được rắc thêm một ít đậu phụng rang lên trên. Xiên gà có thể dùng kèm với một chút sốt mayonnaise hoặc nước chấm tùy theo người thưởng thức. Tuy nhiên, có nơi người bán tạo nước sốt đã vừa miệng ăn nên chỉ để như thế và thưởng thức. Món Dak-kkochi rất cay vì người Hàn chuộng cay và vị nồng của ớt càng kích thích vị giác, lại làm nóng ấm cơ thể trong tiết trời lạnh. Một trong những bí quyết để món Dak-kkochi ngon hơn là khi nướng hoặc hiên ở tổng cộng khoảng 4 phút đầu, người ta sẽ thấm nước hoặc dầu ăn từ thịt gà đi, sau đó mới tiếp tục nướng hoặc chiên rồi mới quết nước sốt, để nước sốt có thể thấm nhiều hơn vào xiên thịt. 